# 青年失業
青年失業是指青年（通常包括 15-24 歲的青年）找不到工作的情況。它通常與一般人口的失業有所不同，因為青年找不到工作的原因往往不同，失業對他們的影響也不同。幾乎所有地方的年輕人失業率都高於成年人，但不同國家和地區的年輕人失業率差別很大。